# 道徳会館

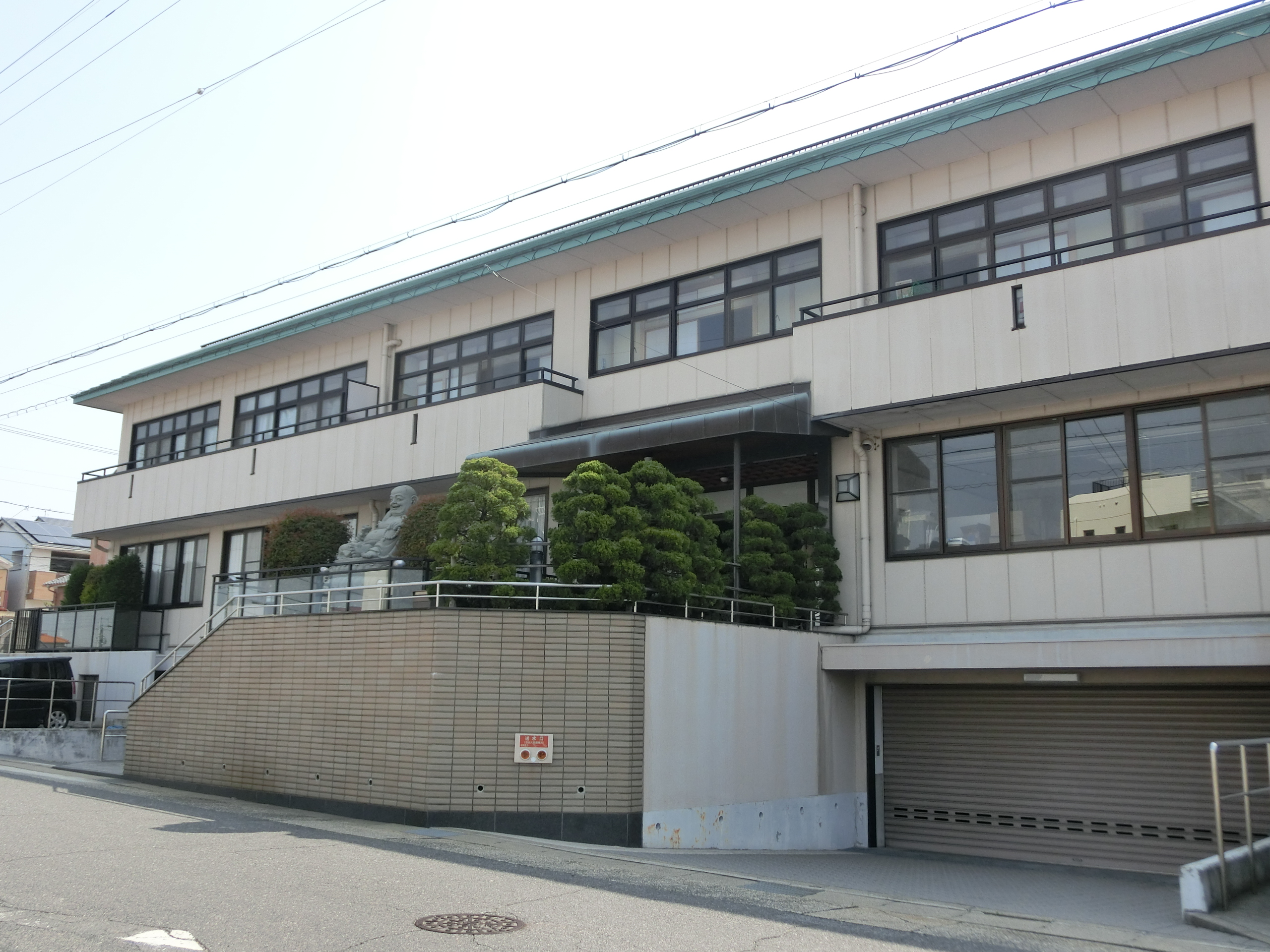
道徳会舘本壇

道徳会館（どうとくかいかん）は、宗教法人格を有する日本の新宗教団体。代表者は大久保照枝。

## 概要
中華人民共和国成立後、弾圧を受け台湾に逃れた一貫道諸派の内、『師母組一貫道』の信者（居士）だった在日華僑の王建東が、1953年に名古屋市瑞穂区で分派独立した。
後に、無生老母（老ム）信仰から日本風の弥勒信仰に根本教義を変更したため、道徳会館側は一貫道との関係を否定している。
任意団体時代を経て1992年に愛知県から宗教法人認証を受けたが、宗教教団情報データーベースや『新宗教 教団・人物事典』（共に財団法人 国際宗教研究所編）に公開された記載が無いので、現在の代表者名や信者数等の詳細は不明。
不殺生に基づく菜食等の戒律があり、直営農場やレストランを持つ。ブラジル、インド、ミャンマー、モンゴルにも支部を置く。
宗教法人格を有しているが道徳会館の信者達は宗教団体であることを否定している。

## 教義
現在、道徳会館は一貫道との関係を否定しているが一貫道と同じく三宝（点玄関、合同印、五字真言）が教義である。
教義内容は秘密であり道徳会館外で漏らしてはいけないとされる。